# El Señorío de los Incas
El Señorío de los Incas es un libro histórico escrito por el cronista español Pedro Cieza de León. Es la segunda parte de la Crónica del Perú y trata sobre la historia de los Incas o reyes del Antiguo Perú. Cieza no llegó a publicarlo en vida y permaneció inédito hasta 1880, cuando fue editada bajo el cuidado del erudito español Marcos Jiménez de la Espada, aunque existe una anterior edición que se quedó en pruebas, a cargo del historiador peruano Manuel González de la Rosa (1873).

## El autor
Pedro Cieza de León, natural de Llerena (España), arribó muy joven a América, hacia 1535. Participó como soldado en la conquista de los actuales territorios de Colombia y Ecuador, antes de arribar al Perú en 1547. Cuenta él mismo que, en sus ratos libres, durante los paréntesis de las penosas marchas a lo largo del agreste territorio sudamericano, escribía sobre todo lo que veía y escuchaba, referente a las costumbres, las tradiciones, la geografía y los sucesos históricos. Enterado el pacificador Pedro de la Gasca de su trabajo, recibió apoyo oficial para que pudiera culminar su extensa crónica, cuya publicación planeó hacerla en cuatro partes, siendo el primer proyecto de una historia general del Perú. La primera parte, dedicada a la descripción geográfica y la fundación de ciudades, fue publicada en Sevilla, en 1553. Pero Cieza falleció poco después, el 2 de julio de 1554, y el resto de su copiosa obra permaneció inédita e incluso extraviada.

## Publicación
Uno de los manuscritos de esta obra permaneció en la biblioteca del Monasterio de El Escorial. El historiador estadounidense William H. Prescott lo conoció y utilizó para su obra sobre la conquista del Perú (1847), pero atribuyó erróneamente su autoría a Juan de Sarmiento, al parecer por un error de traducción del título de la copia, que dice así:

Relación de la sucesión y gobierno de los incas señores naturales que fueron de las provincias del Perú y otras cosas tocantes a aquel reino, para el Ilustrísimo
Señor D. Juan de Sarmiento, Presidente del Consejo de Indias.

Probablemente, en vez de “para”, Prescott leyó “por”; aunque, curiosamente, en la edición inicial de su Historia de la conquista del Perú, el título aparece correctamente.
Luego, el manuscrito del Escorial llegó a las manos de Manuel González de la Rosa, historiador peruano, quien fue el primero en identificarla como la segunda parte de la crónica de Cieza, preparando en Londres la que debió ser su primera edición (cuyo título proyectado era el de La Historia de los Incas). Pero por razones económicas ello no se concretó (1873). Los pliegos de esta edición frustrada fueron adquiridos (ilícitamente, según González de la Rosa) por el erudito español Marcos Jiménez de la Espada, quien lo editó en 1880, bajo el título de El Señorío de los Incas, nombre que mantendría en posteriores ediciones.
Un segundo manuscrito de la obra fue hallada en la Biblioteca Apostólica Vaticana por la profesora Francesca Cantù, que la consideró ológrafa del autor. Un tercer manuscrito estuvo en poder del bibliófilo español José Sancho Rayón, que lo mostró a Jiménez de la Espada. Los tres manuscritos fueron adquiridos por el librero John Howell, de San Francisco.

## Ediciones principales
- 1873. La historia de los incas o Segunda parte de la Crónica del Perú, versión y prólogo de Manuel González de la Rosa, Kegan Paul, Trench, Trubner & Co., Londres [edición que no llegó a circular; existen al menos dos ejemplares en pruebas, uno de ellos en la Biblioteca Nacional de Madrid, y otro en la de la Universidad de Yale].
- 1880. Segunda parte de la Crónica del Perú, que trata del señorío de los Incas yupanquis y de sus grandes hechos y gobernación. Edición y prólogo de Marcos Jiménez de la Espada, Biblioteca Hispano-Ultramarina.
- 1943. Del señorío de los Incas, prólogo y notas de Alberto Mario Salas, Ediciones Argentinas Solar, Buenos Aires.
- 1967. El Señorío de los Incas (Segunda parte de la Crónica del Perú), edición e introducción de Carlos Araníbar, Instituto de Estudios Peruanos, Lima.
- 1973. El señorío de los Incas; nota preliminar de Gustavo Pons Muzzo, Editorial Universo S.A., Lima.
- 1984. En Obras completas, ed. y est. de Carmelo Sáenz de Santa María, Consejo Superior de Investigaciones Científicas, Instituto Gonzalo Fernández de Oviedo, Madrid, 1984.
- 1985. Crónicas del Perú. Segunda parte, edición, prólogo y notas de Francesca Cantù, Pontificia Universidad Católica del Perú y Academia Nacional de la Historia, Lima, 1985.

## Argumento
La segunda parte de la Crónica del Perú, conocida desde la edición en 1880 como El señorío de los Incas, se enfoca en los hechos de los reyes incas (ingas yupangues o incas yupanquis), que el autor recogió de boca de los mismos habitantes del fenecido imperio incaico, entre nobles u orejones, amautas o maestros, quipucamayocs y curacas. Se trata, en rigor, de la primera historia integral del Tahuantinsuyo, pues los cronistas que precedieron a Cieza se habían limitado a recoger escasos y dispersos datos sobre los incas, concentrándose más que nada en los hechos de los primeros conquistadores españoles. La crítica histórica ha sido unánime al considerarla como una obra fundamental para el estudio de la historia inca. En ese sentido, compite con la Suma y narración de los incas, de Juan de Betanzos y con la obra de Pedro Sarmiento de Gamboa.
Comienza Cieza exponiendo la tradición de que, antes de los incas, reinaba la barbarie y la anarquía en el territorio del Perú, tradición que después difundió el Inca Garcilaso de la Vega (muy importante de tenerlo en cuenta, ya que se suele reprochar injustamente al inca cronista como si hubiera inventado interesadamente esa versión). Relata también la leyenda de Wiracocha (Ticiviracoche) y de los hermanos Ayar (de los que solo menciona a tres); y la fundación del Cuzco por Manco Cápac (Mango Capa). Luego se extiende en la historia de los reyes incas, cuyo número fija en 14 (Mango Capa, Sinche Roca Inga, Lloque Yupangue, Mayta Capa, Capa Yupangue, Inga Roca Inga, Inga Yupangue, Viracocha Inga, Inga Urco, Inga Yupangue, Topa Inga Yupangue, Guaynacapa, Guáscar y Atabalipa). Si bien su relato es imparcial, ello no obsta para que muestre su admiración por el gobierno y administración de los incas, así como por sus grandiosas construcciones y su red vial.

## Estructura
Se divide en 74 capítulos, rotulados con numeración romana, aunque se hallan perdidos los dos primeros y solo se conserva un fragmento del tercero. Además, existe una laguna entre los capítulos 54.º y 55º.

- [III]
- IV.	Que trata lo que dicen los indios deste reino que había antes que los Ingas fuesen conocidos y de cómo tenían fortalezas por los collados, de donde salían a se dar guerra [los] unos a los otros.
- V.	De lo que dicen estos naturales de Ticiviracoche y de la opinión de algunos tienen en que atravesó un Apóstol por esta tierra, y del templo que hay en Cacha y de lo que allí pasó.
- VI. 	Cómo remanecieron en Pacaritambo ciertos hombres y mujeres y de lo que cuentan que hicieron después que de allí salieron.
- VII.	De cómo, estando los dos hermanos en Tambo Quiro, vieron salir con alas de pluma al que habían, con engaño metido en la cueva, el cual les dixo que fuesen a fundar la gran ciudad del Cuzco y cómo partieron de Tambo Quiro.
- VIII.	Cómo después que Mango Capa vio que sus hermanos se habían convertido en piedras vino a un valle donde halló algunas gentes y por él fue fundada y edificada la antigua y muy riquísima ciudad del Cuzco, cabeza principal que fue de todo el imperio de los Ingas.
- IX.	En que se da aviso al lector [de] la causa por qué el autor, dejando de proseguir con la sucesión de los reyes, quiso contar el gobierno que tuvieron y sus leyes y costumbres que tales fueron.
- X. 	De cómo el señor, después de tomada la borla del reino, se casaba con su hermana la Coya, que es nombre de reina; y cómo era permitido tener muchas mujeres, salvo que entre todas, sola la Coya era la legítima y la más principal.
- XI. De cómo se usó entre los Ingas que del Inga que hubiese sido valeroso y que hubiese ensanchado el reino o hecho otra cosa digna de memoria, la hubiese de él en sus cantares y en los bultos; y no siendo sino remiso y cobarde, se mandaba que se tratase poco de él.
- XII. De cómo tenían cronistas para saber sus hechos por ellos y la orden de los quipos cómo fue y lo que de ello vemos ahora.
- XIII.	Cómo los señores del Perú eran muy armados por una parte y temidos por otra de todos sus súbditos y cómo ninguno de ellos, aunque fuese gran señor ni antiguo en linaje, podía entrar en su presencia si no era con una carga en señal de grande obediencia.
- XIV.	De cómo fue muy grande la riqueza que tuvieron y poseyeron los reyes del Perú y cómo mandaban asistir siempre hijos de los señores en su Corte.
- XV.	De cómo se hacían los edificios para los señores y los caminos reales para andar por el reino.
- XVI.	Cómo y de qué manera se hacían las cazas reales por los señores en el Perú.
- XVII	.	Que trata la orden que tenían en las conquistas los Ingas y cómo en muchos lugares hacían de las tierras estériles fértiles con el proveimiento que para ello daban.
- XVIII.	Que trata la orden que había en el tributar las provincias a los reyes y del concierto que en ello se tenía.
- XIX.	De cómo los reyes del Cuzco mandaban que se tuviese cuenta cada año con todas las personas que morían y nacían en todo su reino y cómo todos trabajaban y ninguno podía ser pobre con los depósitos.
- XX. De cómo había gobernadores puestos en las provincias y de la manera que tenían los reyes cuando salían a visitarlas y cómo tenían por armas unas culebras ondeadas con unos bastones.
- XXI. De cómo fueron puestas las postas en este reino.
- XXII. Cómo se ponían los mitimaes y cuántas suertes de ellos había y cómo eran estimados por los Ingas.
- XXIII.	Del gran concierto que se tenía cuando salían del Cuzco para la guerra los señores y cómo castigaban los ladrones.
- XXIV. De cómo los Ingas mandaron hacer a los naturales pueblos concertados, repartiendo los campos en donde sobre ello podría haber debates, y cómo se mandó que todos generalmente hablasen la lengua del Cuzco.
- XXV	. De cómo los Ingas fueron limpios del pecado nefando y de otras fealdades que se han visto en otros príncipes en el mundo.
- XXVI.	De cómo tenían los Ingas consejeros y ejecutores de la justicia y la cuenta que tenían en el tiempo.
- XXVII.	Que trata la riqueza del templo de Curicanche y de la veneración que los Ingas le tenían.
- XXVIII.	Que trata los templos que, sin éste, se tenían por más principales y los nombres que tenían.
- XXIX.	De cómo se hacía la capacocha y cuánto se usó entre los Ingas, lo cual se entiende de dones y ofrendas que hacían a sus ídolos.
- XXX	.	De cómo se hacían grandes fiestas y sacrificios a la grande y solemne fiesta llamada Hatun Layme [Hatun Raymi].
- XXXI.	Del segundo rey o Inga que hubo en el Cuzco, llamado Sinche Roca Inga.
- XXXII.	Del tercero rey que hubo en el Cuzco, llamado Lloque Yupangue.
- XXXIII.	Del cuarto Inga que hubo en el Cuzco, llamado Mayta Capa, y de lo que pasó en el tiempo de su reinado.
- XXXIV.	Del quinto rey que hubo en el Cuzco, llamado Capa Yupangue.
- XXXV.	Del sexto rey que hubo en el Cuzco e lo que pasó en su tiempo, y de la fábula o historia que cuentan del río que pasa por medio de la ciudad del Cuzco.
- XXXVI.	Del séptimo rey o Inga que en el Cuzco hubo, llamado Inga Yupangue.
- XXXVII.	De cómo queriendo salir este Inga a hacer guerra por la provincia del Collao se levantó cierto alboroto en el Cuzco y de cómo los chancas vencieron a los quichuas y les ganaron su señorío.
- XXXVIII.	De cómo los orejones trataron sobre quién sería Inga y lo que pasó hasta que salió con la borla Viracocha Inga, que fue el octavo que reinó.
- XXXIX.	De cómo Viracocha Inga tiró una piedra de fuego con su honda a Caytomarca y cómo le hicieron reverencia.
- XL.	De cómo en el Cuzco se levantó un tirano y del alboroto que hubo y de cómo fueron castigadas ciertas mamaconas porque contra su religión usaban de sus cuerpos feamente y de cómo Viracoche Inga volvió [al Cuzco].
- XLI.	De cómo vinieron al Cuzco embajadores de los dos tiranos del Collao, nombrados Chinche Cari e Zapana y de la salida de Viracoche Inga al Collao.
- XLII.		De cómo Viracoche Inga pasó por las provincias de los Canches y Canas y anduvo hasta que entró en la comarca de los collas y lo que sucedió entre Cari y Zapana.
- XLIII.	De cómo Cari volvió a Chucuito y de la llegada de Viracoche Inga y de la paz que entre ellos trataron.
- XLIV.	De cómo Inga Urco fue recibido por gobernador general de todo el imperio e tomó la corona en el Cuzco y de cómo los chancas determinaban de salir a dar guerra a los del Cuzco.
- XLV.	De cómo los chancas allegaron a la ciudad del Cuzco y pusieron su real en ella y del temor que mostraron los que estaban en ella y del gran valor de Inga Yupangue.
- XLVI.	De cómo Inga Yupangue fue recibido por rey y quitado el nombre de Inga a Inga Urco, y de la paz que hizo con Astu Guaraca.
- XLVII.	De cómo Inga Yupangue salió del Cuzco dejando por gobernador a Lloque Yupangue y de lo que le sucedió.
- XLVIII.	Cómo el Inga revolvió sobre Vilcas y puso cerco en el peñol donde estaban hechos fuertes los enemigos.
- XLIX.	De cómo Inga Yupangue mandó a Lloque Yupangue que fuese al valle de Xauxa a procurar de atraer a su señorío a los guancas y a los yauyos, sus vecinos, con otras naciones que caen en aquella parte.
- L.	De cómo salieron de Xauxa los capitanes del Inga y lo que les sucedió y cómo se salió de entre ellos Anco Allo.
- LI.	Cómo se fundó la casa real del Sol en un collado que por encima del Cuzco está, a la parte del Norte, que los españoles comúnmente llaman “la fortaleza”, y de su admirable edificio y grandeza de piedras que en él se ven.
- LII.	De cómo Inga Yupangue salió del Cuzco hacia el Collao y lo que le sucedió.
- LIII.	De cómo Inga Yupangue salió del Cuzco y de lo que hizo.
- LIV.	Cómo hallándose muy viejo Inga Yupangue dejó la gobernación del reino a Topa Inga, su hijo.
- LV.	[De cómo salió del Cuzco Topa Inga y de la victoria que hubo de los Collas].
- LVI.	De cómo los collas pidieron paz y cómo el Inga se la otorgó y se volvió al Cuzco.
- LVII.	De cómo Topa Inga Yupangue salió del Cuzco y cómo sojuzgó toda la tierra que hay hasta el Quito y de sus grandes hechos.
- LVIII.	De cómo el rey Topa Inga envió a saber desde Quito cómo se cumplía su mandamiento y cómo, dejando en orden aquella comarca, salió para ir por los valles de los yungas.
- LIX.	De cómo Topa Inga Yupangue anduvo por los llanos y cómo todos los más de los yungas vinieron a su señorío.
- LX.	De cómo Topa Inga tornó a salir del Cuzco y de la recia guerra que tuvo con los del Guarco y cómo después de los haber vencido, dio la vuelta al Cuzco.
- LXI.	De cómo Topa Inga tornó a salir del Cuzco y cómo fue al Collao y de allí a Chile y ganó y señoreó las naciones que hay en aquellas tierras y de su muerte.
- LXII.	De cómo reinó en el Cuzco Guaynacapa, que fue el doceno rey Inga.
- LXIII.	De cómo Guaynacapa salió del Cuzco y de lo que hizo.
- LXIV.	De cómo el rey Guaynacapa tornó a mandar hacer llamamiento de gente y de cómo salió para lo de Quito.
- LXV.	Cómo Guyanacapa entró por los Bracamoros y volvió huyendo, y lo que más le sucedió hasta que llegó a Quito.
- LXVI.	De cómo Guaynacapa anduvo por los valles de los llanos y lo que hizo.
- LXVII.	De cómo saliendo Guaynacapa de Quito, envió delante ciertos capitanes suyos, los cuales volvieron huyendo de los enemigos; y lo que sobre ello hizo.
- LXVIII.	De cómo juntado todo el poder de Guaynacapa, dio batalla a los enemigos y los venció y de la gran crueldad que usó con ellos.
- LXIX.	De cómo el rey Guaynacapa volvió a Quito y de cómo supo de los españoles que andaban por la costa y de su muerte.
- LXX	.	Del linaje y condiciones de Guáscar y de Atabalipa.
- LXXI.	Cómo Guáscar fue alzado por rey en el Cuzco después de muerto su padre.
- LXXII.	De cómo se comenzaron las diferencias entre Guáscar y Atabalipa y se dieron entre unos y otros grandes batallas.
- LXXIII.	De cómo Atabalipa salió del Quito con su gente y capitanes y de cómo dio batalla a Atoco en los pueblos de Ambato.
- LXXIV.	De cómo Guáscar envió de nuevo capitanes y gente contra su enemigo y de cómo Atabalipa allegó a Tomebamba y la gran crueldad que allí usó; y lo que pasó entre él y los capitanes de Guáscar.